# Survive (serie televisiva)
Survive è una serie televisiva statunitense, ideata da Mark Pellington, ispirata dall'omonimo romanzo scritto da Alex Morel. È stata distribuita in esclusiva anche in Italia, in lingua originale e senza doppiaggio, dalla piattaforma di streaming per cellulari Quibi dal 6 al 17 aprile 2020, con il rilascio di un nuovo episodio ogni settimana. Nel cast figurano come protagonisti Sophie Turner e Corey Hawkins.

## Trama
Jane, una ragazza con tendenze suicide, deve lottare proprio per la vita che desiderava abbandonare quando un aereo precipita in una remota località montana. Paul è un altro superstite ed insieme affrontano questo drammatico viaggio in un ambiente ostile, per riuscire a salvarsi.

## Episodi
| Stagione       | Episodi | Pubblicazione USA | Pubblicazione Italia |
| -------------- | ------- | ----------------- | -------------------- |
| Prima stagione | 12      | 2020              | 2020                 |

## Produzione
Prodotta dalla piattaforma Quibi, questa serie televisiva rispetta la politica adottata dall'azienda statunitense, ovvero creare puntate dalla durata massima di 10 minuti.
Alcune scene sono state girate a Cortina d'Ampezzo, in Italia.